# Wagenborg (familie)

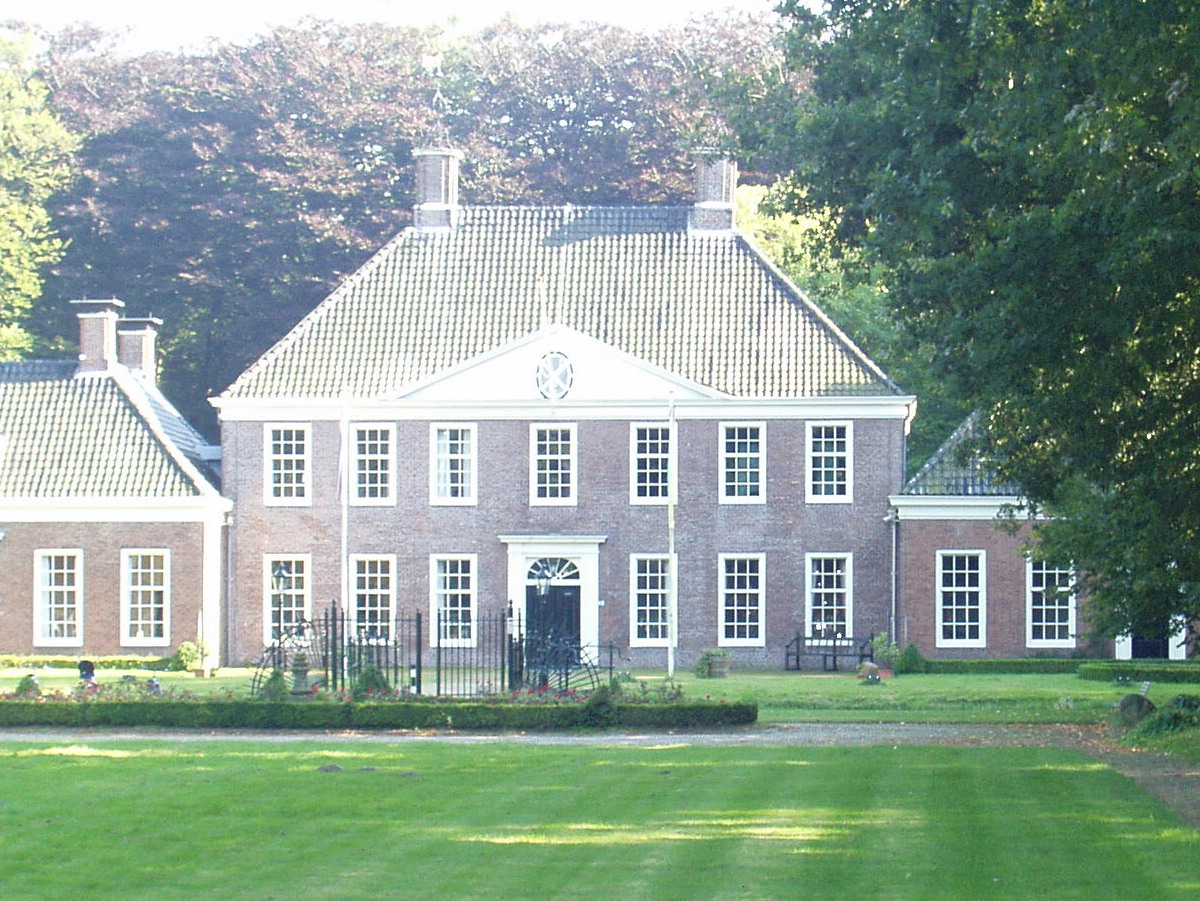
Huis Laarwoud (2005)

Wagenborg is een Nederlandse familie van ondernemers, reders en schippers. Het is een van de rijkste families van Nederland; het tijdschrift Quote schat het vermogen van de Wagenborgs op ongeveer 335 miljoen euro. In 2007 telde het geslacht 39 leden. Ze wonen voornamelijk in Noord-Nederland.
De familienaam "Wagenborg" is waarschijnlijk afgeleid van het Groningse dorp Wagenborgen in de gemeente Eemsdelta. De van oorsprong Groningse familie van ambachtslieden en landbouwers bracht later ook scheepsbouwers en scheepsmakelaars voort. Leden van dit geslacht bouwden later belangen op in rederijen en scheepvaartondernemingen. Zo stichtte Egbert Wagenborg (1866-1943) in 1898 de bekende scheepvaart- en transportonderneming Koninklijke Wagenborg.

## Enkele bekende leden
Hieronder worden enkele bekende familieleden op alfabetische volgorde genoemd:
- Egbert Wagenborg (1866-1943), scheepsmakelaar. Hij trouwde met Abelina Lukkiena Vegter (1868-1931)
- Geert Wagenborg (1902-1984), reder. Hij trouwde met Willemina Bos (1902-1995)
- Harm Wagenborg (1855-1926), schipper. Hij trouwde met Lutgerdina Smeltekop (1859-1943)
- Petrus Wagenborg (1824-1871), landbouwer en scheepjager. Hij trouwde met Geertruida Smeltekop (1826-1887)
- Pieter Wagenborg (1879-1933), kuiper. Hij trouwde met Maria Zuurveen (1881-1919)